# Семяшкин, Виктор Климентьевич
Виктор Климентьевич Семяшкин (29 декабря 1947, Ловозеро, Мурманская область — 1996) — советский легкоатлет, специалист по бегу на средние дистанции. Выступал за сборную СССР по лёгкой атлетике в начале 1970-х годов, чемпион Европы в помещении, победитель и призёр первенств всесоюзного значения, бывший рекордсмен мира в эстафете 4 × 800 метров в помещении. Представлял Ленинград и Вооружённые Силы. Мастер спорта СССР.

## Биография
Виктор Семяшкин родился 29 декабря 1947 года в селе Ловозеро Мурманской области.
Начал заниматься лёгкой атлетикой в 1967 году, проходил подготовку в Ленинграде под руководством заслуженного тренера СССР Ивана Семёновича Пожидаева, выступал за Вооружённые Силы (СКА). По профессии — техник-электрик.
Первого серьёзного успеха на всесоюзном уровне добился в сезоне 1970 года, когда на чемпионате СССР в Минске стал бронзовым призёром в беге на 1500 метров.
В 1971 году в той же дисциплине получил серебро на зимнем чемпионате СССР в Москве. Попав в состав советской сборной, выступил на чемпионате Европы в помещении в Софии, где вместе с соотечественниками Станиславом Мещерских, Валентином Таратыновым и Алексеем Тарановым с мировым рекордом 7:17.8 превзошёл всех соперников в программе эстафеты 4 × 800 метров и завоевал золотую медаль. Позднее также на дистанции 1500 метров взял бронзу на чемпионате страны в рамках V летней Спартакиады народов СССР в Москве, занял 11-е место на чемпионате Европы в Хельсинки.
В 1972 году в беге на 1500 метров стал серебряным призёром на зимнем чемпионате СССР в Москве, был седьмым на чемпионате Европы в помещении в Гренобле, выиграл серебряную медаль на летнем чемпионате СССР в Москве, уступив только харьковчанину Владимиру Пантелею.
В 1975 году на зимнем чемпионате СССР в Ленинграде добавил в послужной список ещё одну бронзовую награду, выигранную в дисциплине 1500 метров.
Мастер спорта СССР.
Умер в 1996 году. Похоронен на кладбище деревни Коккорево Всеволожского района Ленинградской области.